# 小鷹狩百花
小鷹狩 百花（こだかり ももか、1999年2月21日 - ）は、日本の女性アイドル、タレント。ごぶごぶガールズ、Cheeky Paradeの元メンバー。大阪府出身。エヌウィード（N-weed）所属。姉は元ごぶごぶガールズ、元NMB48の小鷹狩佑香。

## 経歴
2010年、テレビ番組ごぶごぶの企画「AKB48みたいなアイドルグループつくって東京デビューさせる東野の野望」にて姉・佑香とともに「ごぶごぶガールズ」として芸能界デビュー。
2012年2月19日、エイベックスレーベルのプロジェクト、iDOL Streetのデビュー候補生から選抜され、ワンマンライブ『iDOL Street ストリート生 LIVE2012〜Next Street〜』でCheeky Paradeの結成が発表され、メンバーの1人としてお披露目された。
2017年6月9日、Cheeky Paradeから脱退しエイベックスからも退所した、同日付でエイベックス・マネジメントとの契約も終了した。
2018年8月、所属事務所をエヌウィードに移籍。2019年9月2日、Cheeky Paradeのメンバーだった溝呂木世蘭とYouTubeチャンネル「ももらんちゅーぶ」を開設。

## 人物
趣味は家中の髪の毛をコロコロをする事。特技は人見知りしない。
ダンス&ボーカルユニット「TEMPURA KIDZ」の元メンバー・YU-KAと仲が良い。

## 出演

### テレビ
- ごぶごぶ（2010年 - 2011年、毎日放送）

### ラジオ
- チキパ!まりんとももの「宇宙イチ宣言!」（2014年4月2日 - 2016年3月2日、FM滋賀）

### 舞台
- 永遠のyouth（2018年11月12日 - 18日、スタジオコパン両国）

### CM
- JEJUair航空（2019年）- 佐藤あかりと共演[8]
- ロッテアイス「爽」（2019年） - 広瀬すずと共演[9]